# 坎皮略德杜埃尼亚斯
坎皮略德杜埃尼亚斯，是西班牙卡斯蒂利亚-拉曼恰瓜达拉哈拉省的一个市镇。总面积61平方公里，总人口119人（2001年），人口密度2人/平方公里。